# 豊橋市立芦原小学校
豊橋市立芦原小学校（とよはししりつ あしはらしょうがっこう）は、愛知県豊橋市芦原町にある公立小学校。

## 沿革
- 1981年（昭和56年）4月 - 豊橋市立高師小学校から分離し、豊橋市立芦原小学校として開校。

## 通学区域
- 芦原町、高師町字北新切、高師町字北原の一部、高師町字西沢、西高師町（字小谷の一部を除く）、松井町（字赤根の一部を除く）、向草間町字向西の一部、磯辺下地町字葭山の一部[1]。

## 進学先中学校
- 豊橋市立本郷中学校

## 交通アクセス
- 豊橋鉄道渥美線芦原駅下車、徒歩約2分。

## 周辺施設
- 豊橋市立本郷中学校
- 豊橋市立高師小学校
- あしはら保育園
- 豊橋鉄道渥美線芦原駅